# Nazier Ataoellah
Mohamednazier (Nazier) Ataoellah (overleden 1992) was een Surinaams politicus en architect. Hij was minister van 1980 tot 1982. Hij is de ontwerper van de Moskee Keizerstraat.

## Biografie
Mohamednazier Ataoellah verkreeg in 1959 een studiebeurs voor een opleiding tot bouwkundig ingenieur aan de Technische Universiteit Delft in Nederland. Hij voltooide zijn studie in 1970. Terug in Suriname werd hij sectiehoofd van Openbare Werken in Nickerie.
Tijdens de verkiezingen van 1977 was hij verbonden aan de Verenigde Democratische Partijen (VDP), een alliantie van de Vooruitstrevende Hervormings Partij (VHP), Pendawa Lima (PL) en Socialistische Partij Suriname (SPS).
Hij trad op 15 maart 1980 toe tot het eerste kabinet tijdens het militaire regime als minister van Openbare Werken en Verkeer. Hij zat dit kabinet-Chin A Sen I en de twee erop volgende kabinetten Chin A Sen II en Neijhorst in zijn geheel uit tot 28 februari 1983.
Als architect ontwierp hij de Moskee Keizerstraat, een van de bekendste moskeeën van Suriname, direct naast de Synagoge Neve Shalom. De bouw duurde van 1973 tot 1984.